# Coupe de France masculine de rink hockey 2020-2021
Navigation
Coupe de France 2019-2020 Coupe de France 2021-2022
La coupe de France 2021 de rink hockey est la vingtième édition de cette compétition annuelle. Elle devait opposer des équipes provenant de l'ensemble des divisions françaises évoluant dans un championnat senior régional ou national, en débutant avec deux matchs de tour des préliminaires le 17 octobre 2020. Mais l'édition est interrompue à la suite de la suspension temporaire de toutes les compétitions de rink hockey jusqu'au 31 décembre 2020 et puis à sa suspension définitive le 8 avril 2021.

## Participants
La coupe de France est ouverte à tous les clubs ayant au moins une équipe évoluant dans un championnat sénior, qu'il soit régional ou national. Les 24 clubs de Nationale 1 et de Nationale 2 prennent par obligatoirement à la compétition. Les clubs participants sont répartis en cinq zones géographiques pour le tirage au sort désignant les rencontres pour toute la compétition.
Un premier groupe est constitué des clubs de Nationale 1 évoluant lors de la saison dans une compétition européenne. Ces équipes n'entrent dans la compétition qu'à partir de la seconde phase qui commence lors des huitièmes de finale.
| Sud-Ouest                                                  | Bretagne                                                                                              | Ile-de-France Hauts-de-France                                                        | Pays de la Loire                                                        | Sud-Est                                                          |
| ---------------------------------------------------------- | --- | ------------------------------------------------------------------------------------ | ----------------------------------------------------------------------- | ---------------------------------------------------------------- |
| US Coutras                                                 | HC Dinan-Quévert SPRS Ploufragan                                                                      | CS Noisy-le-Grand SCRA Saint-Omer                                                    | Poiré Roller LV La Roche-sur-Yon                                        |                                                                  |
| SA Gazinet-Cestas SA Mérignac Biarritz OL RS Gujan Mestras | AL Ergué-Gabéric RAC Saint-Brieuc Quintin RC CO Pacé PA Créhen AL Plonéour-Lanvern RC Dol-de-Bretagne | CP Roubaix US Villejuif RHC Montlhery HCF Tourcoing SC Briard HCF Fontenay sous Bois | Nantes ARH AL Saint-Sébastien ALC Bouguenais ASTA Nantes La Garnache RH | ROC Vaulx-en-Velin HC Voiron RHC Lyon HR Aix-les-Bains RH Gleizé |

Les clubs de BRT Saint-Évarzec, JA Drancy et HC Voiron, tous trois participants de la saison précédente n'ont pas renouvelé leur participation.

## Compétitions
Seules deux rencontres ont pu se disputer lors de la première journée de compétition le 17 octobre 2020.
| Préliminaire 1 de Bretagne | SPRS Ploufragan               | 2-6 | PA Créhen                                                                                            | Plonéour Lanvern                               |                                                |
| 17 octobre 2020 20 h 0     | Alex Alanou Nicolas Petiteaux |     | Matthéo Feillatre (2) Alexandre Vankammelbecke Stanislas Vankammelbecke Jocelyn Tanguy Nicolas Wolny | Arbitrage : Franck Grimault, Jean Paul Lebosse | Arbitrage : Franck Grimault, Jean Paul Lebosse |
| 17 octobre 2020 20 h 0     | Rapport                       |     | | Arbitrage : Franck Grimault, Jean Paul Lebosse | Arbitrage : Franck Grimault, Jean Paul Lebosse |

| Préliminaire 2 des Pays de la Loire | ALC Bouguenais  | 1-3 | AL Saint-Sébastien                   | Bouguenais                                 |                                            |
| 17 octobre 2020 20 h 30             | Matthieu Drouet |     | Yves-Marie Piro (2) Alesandre Posito | Arbitrage : Renan Malhère, Igor Tarassioux | Arbitrage : Renan Malhère, Igor Tarassioux |
| 17 octobre 2020 20 h 30             | Rapport         |     |                                      | Arbitrage : Renan Malhère, Igor Tarassioux | Arbitrage : Renan Malhère, Igor Tarassioux |

### Règles du jeu
- Fédération française de roller sports, Règlement particulier d'organisation et de développement des compétitions - Rink hockey, 2019, 24 p. (lire en ligne)

1. ↑  Article 601 - Définition, inscriptions et gestion, p. 10.
2. ↑  Article 602 - Déroulement, p. 11.

- [PDF] Tirage au sort du 23 septembre 2020

### Feuilles de match
Les feuilles de match sont issues du site officiel de la Fédération française de roller sports : ffroller.fr. 
1. ↑  Rapport 57768 du 17/10/2019 : Plonéour-Lanvern - Créhen
2. ↑  Rapport 57771 du 17/10/2019 : Bouguenais - Saint-Sébastien